# Daniel do Congo
Daniel (-1678) foi o manicongo do Reino do Congo em São Salvador entre 1674 e 1678.  

## Biografia
D. Daniel de Gusmão foi um filho de D. Suzana de Nóbrega, filha do rei D. Álvaro II e matriarca da Casa de Quimpanzo. Daniel foi eleito rei em São Salvador após o assassinato de D. Rafael, contando ainda com o apoio dos condes de Soyo; D. Paulo III da Silva (1674-1675) e D. Estêvão Afonso da Silva (1675-1680). 
Em 1678, D. Pedro III ataca São Salvador com um exercito formado em sua maioria por mercenários jagas. D. Daniel é morto no processo e a cidade é destruída e saqueada. Os habitantes fogem para as montanhas e a cidade permanece fantasma e destruída por anos. As insígnias reais são levadas para Bula, aos domínios de D. Pedro III. Mesmo assim, ele não consegue ser reconhecido como único governante do Congo e a guerra civil prossegue. Outros cidadãos de São Salvador fogem para outras facções, bem como o vigário-geral, Miguel de Castro, que busca refugio em Incondo sob proteção de D. Ana Afonso de Leão.  Daniel ainda deixaria um filho homônimo que participaria do movimento antonino do século XVIII. 